# Горішня Махала
Горішня Махала́ (болг. Горна махала) — село в Пловдивській області Болгарії. Входить до складу общини Калояново.

## Населення
За даними перепису населення 2011 року у селі проживали 292 особи, з них 285 осіб (98,6%) — болгари.
Розподіл населення за віком у 2011 році:
Динаміка населення: